# Bobbi Humphrey
Barbara Ann „Bobbi“ Humphrey (* 25. April 1950 in Marlin, Texas) ist eine US-amerikanische Flötistin, Altsaxophonistin und Sängerin, die in ihrem eigenen Crossover-Stil Soul Jazz, Funk- und Fusion-Musik verbindet.

## Werdegang
Humphrey ist Afroamerikanerin und wuchs in Dallas auf. Noch auf der High School begann sie Flöte zu lernen und setzte das im Studium 1968 bis 1970 an der Texas Southern University und 1971 an der Southern Methodist University fort (einer ihrer Lehrer war Hubert Laws). Dizzy Gillespie hörte sie dort und ermutigte sie nach New York zu gehen, wo sie 1971 in der Amateur Night im Apollo Theater in Harlem auftrat (einst auch das Sprungbrett für Ella Fitzgerald). Auf ihrem Hauptinstrument Flöte spielte sie u. a. mit Duke Ellington (in einem Gig am dritten Tag ihrer Ankunft in New York), Lee Morgan, Cannonball Adderley, Roland Kirk, Dizzy Gillespie und Herbie Mann. Ihr erstes Album Flute-in erschien 1971 auf Blue Note Records; sie ist eine der ersten Frauen überhaupt, die dort einen Vertrag bekam. Es folgten weitere erfolgreiche Alben bei Blue Note wie Dig This (1972), Blacks and Blues (1973, mit den R&B-Hits Chicago, Damn und Harlem River Drive) sowie Satin Doll (1974). Im selben Jahr trat sie auf dem Montreux Jazz Festival auf, wo sie vom Jazzkritiker Leonard Feather als die Überraschung des Festivals bezeichnet wurde. Diese Aufnahmen wurden ebenfalls als LP veröffentlicht.
1976 und 1978 wurde sie von Billboard als beste weibliche Instrumental-Musikerin ausgezeichnet. 1977 veröffentlichte sie, mittlerweile bei Epic Records unter Vertrag, Tailor Made. Im Jahr zuvor bat Stevie Wonder sie für sein Hit-Album Songs in the Key of Life ins Aufnahmestudio. Sie trat außerdem wieder in Montreux auf und wurde Ehrenbürgerin von New Orleans.
Daneben gründete sie einen eigenen Musikverlag Bobbi Humphrey Music Inc. (mit dem sie ab den 1990er Jahren mit Warner Brothers zusammenarbeitete, für die sie den Sänger Tevin Campbell entdeckte) und eine Agentur, in der sie ihre Auftritte und geschäftlichen Aktivitäten organisiert. Beispielsweise komponierte sie Musik für Anheuser-Busch Werbung und für die Bill-Cosby-Show. Sie ist auch sozial und politisch aktiv und sprach beispielsweise vor den Vereinten Nationen über die Dürrekatastrophe in Äthiopien in den 1980er Jahren. Humphreys Album Passion Flute erschien 1994 auf ihrem neu gegründeten Label Paradise Sounds Records.

## Diskografie
- 1971: Flute-in (Blue Note)
- 1972: Dig This! (Blue Note)
- 1973: Blacks and Blues (Blue Note)
- 1974: Satin Doll (Blue Note)
- 1974: Live in Montreux (Blue Note)
- 1975: Fancy Dancer (Blue Note)
- 1977: Tailor Made (Epic)
- 1978: Freestyle (Epic)
- 1979: The Good Life (Epic)
- 1988: City Beat (Malaco)
- 1994: Passion Flute (Paradise Sounds)